# Kostel svatého Petra a Pavla (Košice)
Kostel svatého Petra a Pavla se nachází v Košicích v městské části Barca. Farní kostel se nachází v centru městské části a je chráněn jako národní kulturní památka Slovenské republiky.

## Historie stavby

### První období z poloviny 13. a 14. století, románský sloh.
Před stavbou kostela v severní části Barce musel již ve 12. století stát kostel. Zbytky původního kostela, které se dochovaly v současném barcanském kostele, i jejich styl naznačují, že byl postaven v době Karla I. Roberta z Anjou kolem roku 1325. Lze předpokládat, že kostel s farou sloužil v roce 1303 obyvatelům Střední a Horní Barce a mohl být pokračováním hradištního kostela.

### Druhé období 15.–17. století, gotika
Kostel byl v 15. století přestavěn. Gotický kostel byl jednolodní s polygonálně uzavřeným presbytářem, zaklenutý hvězdicovou klenbou. Kdysi žlábkovaná žebra s náznakem proplétání dosahují polygonálních vegetabilních hlavic zaoblených přípor. Kněžiště má tři lomená okna s původně pozdně gotickou klenákovou kružbou. Na severní straně se nacházela klenutá sakristie z 15. století. Dodnes zachovaný presbytář starobylého kostela s gotickou klenbou nám ukazuje příbuznost s Dómem svaté Alžběty.

### Třetí období, 18. století, baroko
V roce 1712 darovali Juraj Gomáromy a jeho žena Kateřina katolickému kostelu jednoduchý boční oltář k uctívání Panny Marie. Kostel byl pro svůj špatný stav uzavřen. Panstvo bylo jiného vyznání a o kostel se nestaralo a chudí lidé na to nestačili.
V té době se v Nižné Barce nacházely pouze ruiny kostela. V roce 1757 byl kostel ve Vyšné Barce zasvěcen sv. Petru a Pavlu. Neměl věž, byla to jen malá zvonička z kostela. Měl tři oltáře. Prostorná byla sakristie, v níž byla skříň na sváteční roucha, pokladnice a dřevěná lavice. Chór byl bez varhan.
V letech 1757-1786 byl interiér kostela opravován a doplňován bez pomoci zemanů. Kostel dostal dřevěnou věž. Původní styl kostela se však hodně změnil. Zachovala se gotická okna, každé s jinou rozetou, a gotický svatostánek (oltář). V roce 1766 vznikl barokní hlavní oltář s oltářním obrazem. Z konce 18. století pochází klasicistní křtitelnice z polychromovaného dřeva s listovým dekorem.

### Obnova a rozšíření kostela v 19. a 20. století
V zápise z 31. srpna 1816 se uvádí, že kostel nemá žádný fond oprav. Měl dřevěný strop, který byl poškozen stářím a mohl se zřítit. Dne 19. března 1817 byl vypracován projekt na opravu kostela zemským architektem mistrem Jánem Ippischem. Plán kostela byl přepracován, protože podle prvního plánu měl kostel zabírat část hlavní silnice, která vedla do Košic. Rekonstrukce byla provedena podle vypracovaného plánu.
V letech 1870-1884 byla opravena tašková střecha věže, která byla poškozena deštěm.
Od podzimu 1900 do jara 1901 byl kostel rozšířen. Byl prodloužen o 3 m k silnici. Dostal novou věž s betonovými základy a plechovou střechu.
V roce 1913 byl kostel elektricky osvětlen a v roce 1915 byl místo renesančního oltáře pořízen novogotický dřevěný pozlacený oltář.
V červenci 1930 se stal správcem fary rodák Vincent Kačmár. Ten plánoval kostel rozšířit a zvětšit přístavbou transeptu, čímž by se hlavní oltář přesunul na severní stranu kostela. Na podzim roku 1933 byla přestavba schválena. Z původního kněžiště ve staré části kostela se tak stala boční kaple.
V roce 1942 byl kostel rozšířen o jižní loď směrem k faře. Měla cihlové zdi, dřevěné trámy a červené tašky. Přístavba kostela byla provedena podle plánů ing. Arch. Martončíka.
Ke gotické stavbě byl přistavěn kolmo orientovaný kostel. Loď starého kostela dostala při nové přestavbě plochý strop a z presbytáře starého kostela se stala boční kaple.

### Poslední přestavby
V roce 1951 proběhla rozsáhlá rekonstrukce farního kostela. V nové části kostela došlo k náročné a nákladné výměně celého stropu. Hlavní oltář přestavěl betonář Ondrej Milkovič. V roce 1952 se začala betonovat dlažba a zábradlí. Současně byl postaven oltář P. Marie Lurdské. Původní gotická věž na západní straně kostela byla novogoticky upravena kamennými štíty, lemovanými kraby a křížovou kyticí.
V říjnu 1962 byly dveře na hlavní chórové tribuně nahrazeny mosaznými dveřmi s ozdobnou trnovou korunou. Vyrobila je Charita – Chrámová služba v Praze. V té době byly také vyměněny střešní tašky za plech.
Hlavní oltář byl upraven v roce 1966, kdy byly na stěnu za oltářem umístěny sochy svatého Petra a Pavla.
V roce 1984 byly provedeny úpravy interiéru a exteriéru – výměna stropu v nejstarší části lodi, rozšíření chóru, nová okna a vnější omítky.

## Současnost

### Exteriér
Kostel se skládá ze starší svatyně orientované na východ, která přechází v boční kapli, a novější přestavěné svatyně na severu. Prostorově je členěn na svatyni – presbytář, loď, kněžiště a sakristii.
Polygonálně uzavřená boční kaple je tvořena rovněž opěrnými pilíři, které vystupují do exteriéru. Mezi pilíři jsou tři úzká vysoká okna zakončená lomeným obloukem. Otvor je dále zdoben pozdně gotickým klenákem.
Původní gotická věž s novogotickou úpravou obsahuje kamenné štíty, lemované kraby a křížovou kyticí.

### Interiér
Přilehlá kaple, součást původního kostela s gotickým původem, má původní hvězdicovou klenbu, kdysi vytesaná žebra s náznakem proplétání a vysazené okrouhlé hlavice přípor. Kněžiště má tři lomená okna s původním pozdně gotickým klenákem. Mezi okny je nástěnná malba anděla s ochranným mečem a socha Panny Marie s dítětem. Sakristie na severní straně kostela je zaklenutá.
Při opravě interiéru v letech 1757-1786 se původní styl kostela značně změnil. Gotická okna a svatostánek (oltář) zůstaly zachovány.
Polygonální presbytář nového kostela, inspirovaný gotikou původní stavby, má lomená okna a lomený oblouk.
Lunety se ve stěně sbíhají do uliček s polygonálními rostlinnými hlavicemi. Loď nového kostela má kazetový betonový strop. Exteriér je hladký s výjimkou lomeného portálu, na němž je nástěnná malba Krista s růžicovým oknem zaskleným barevnou mozaikou.
Ornamentální výzdobu provedl malíř Štefan Fotta a obrazy namaloval akademický malíř Mikuláš Jordán.

### Nástěnná malba
Nástěnná malba v přilehlé kapli zobrazuje archanděla Michaela s mečem v ruce. Název díla zní Quis ut Deus? (Kdo je jako Bůh?). Otázka dává najevo, že nic se Bohu nevyrovná. Archanděl Michael je považován za symbol vítězství křesťanství nad pohanstvím, také dobra nad zlem, harmonie nad chaosem. 

## Pověst
Ústní tradice zachovala okolnosti stavby kostela. Staviteli byli italští mistři, kteří postavili Dóm svaté Alžběty v centru Košic. Kvůli neshodám s košickým magistrátem kostel v Košicích nedokončili a odešli do Barci. Panství v Barci, které mělo s Košicemi majetkové a hraniční spory, je ochotně přijalo. Během své vzpoury postavili v Barci kostel a vypomohli si materiálem z košické katedrály.

## Galerie

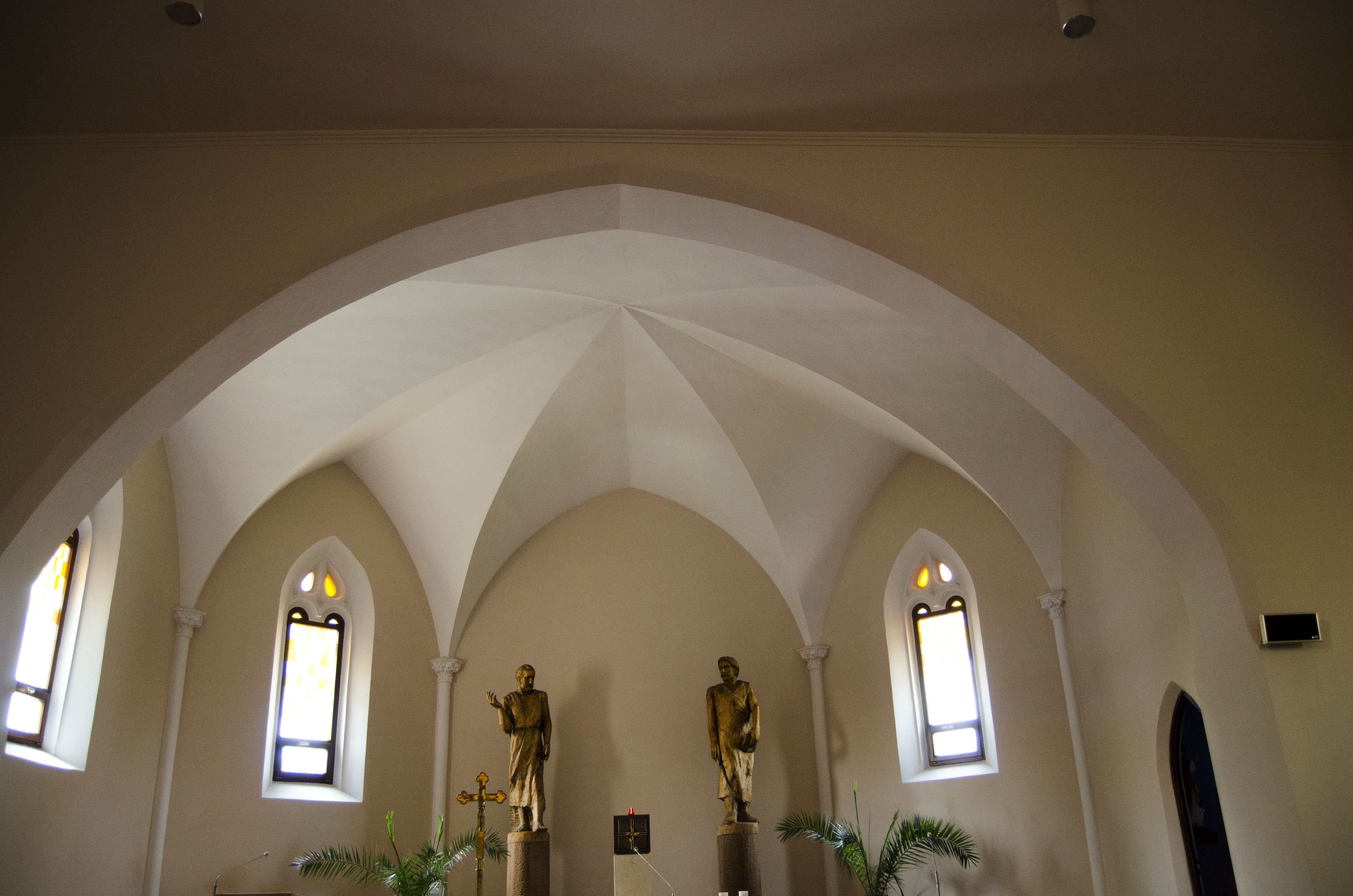
Interiér – polygonálně zakončený presbytář nového kostela inspirovaný původním gotickým stavem
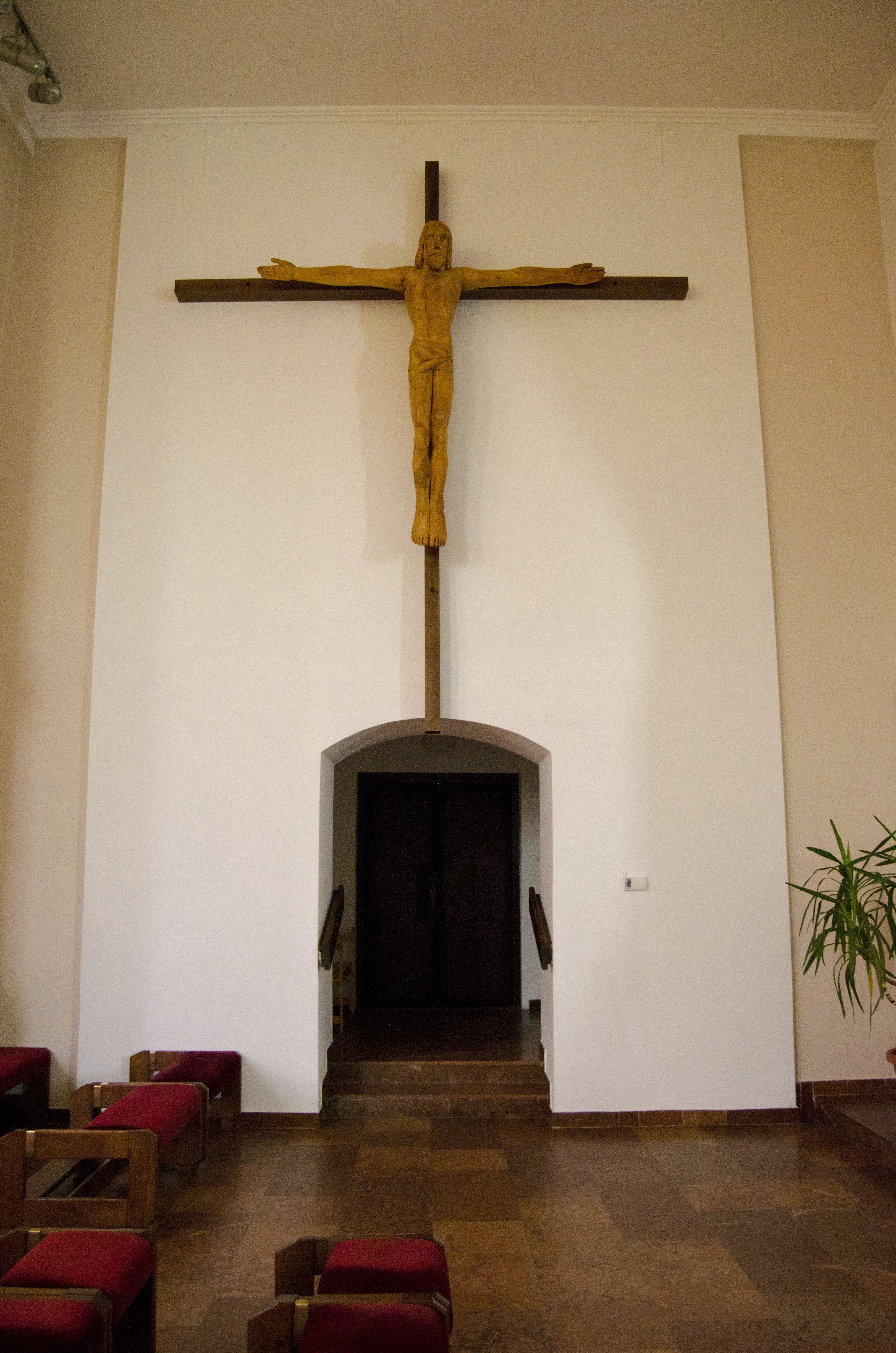
Interiér
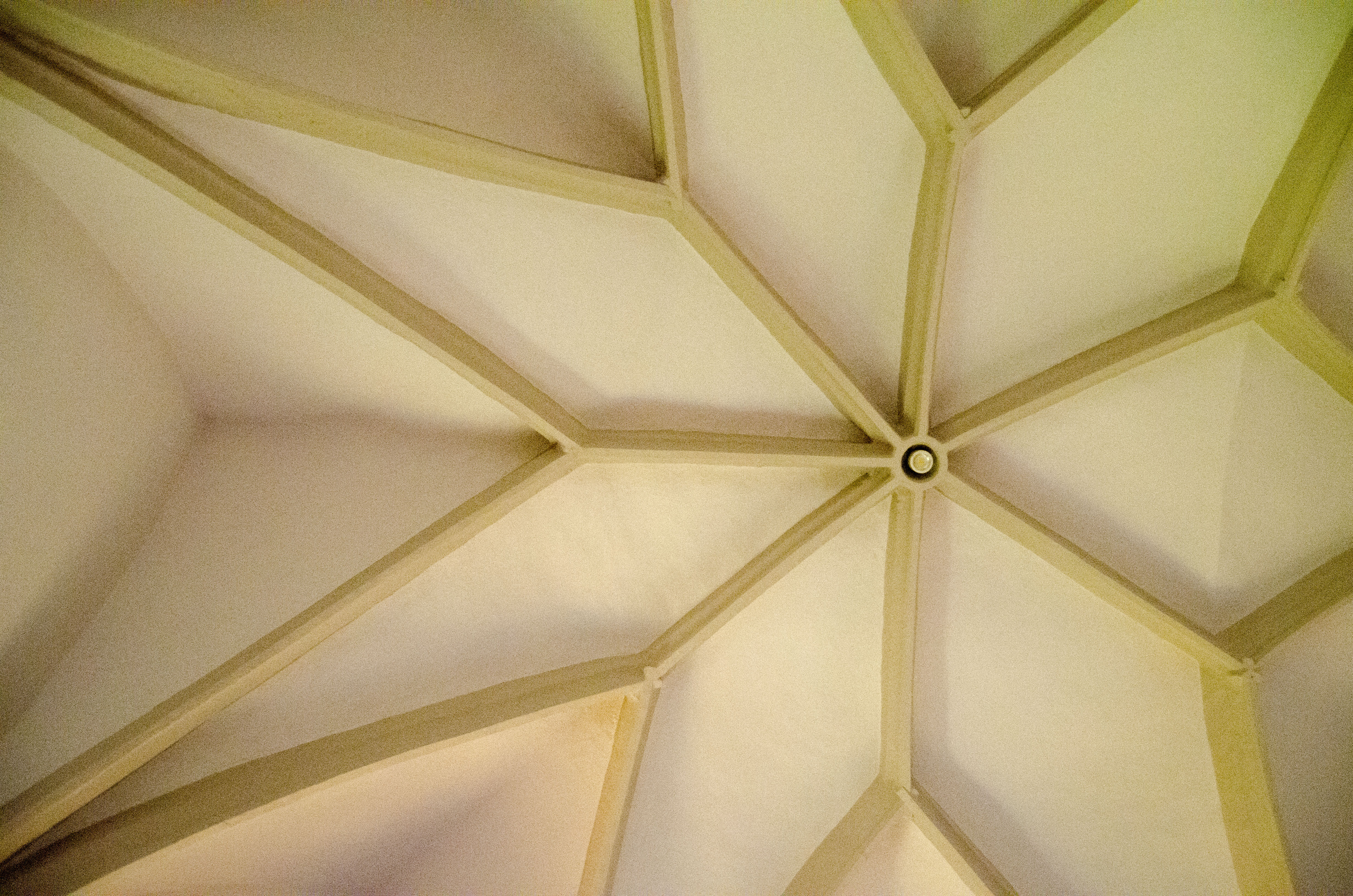
Interiér – hvězdicová klenba ve vedlejší kapli
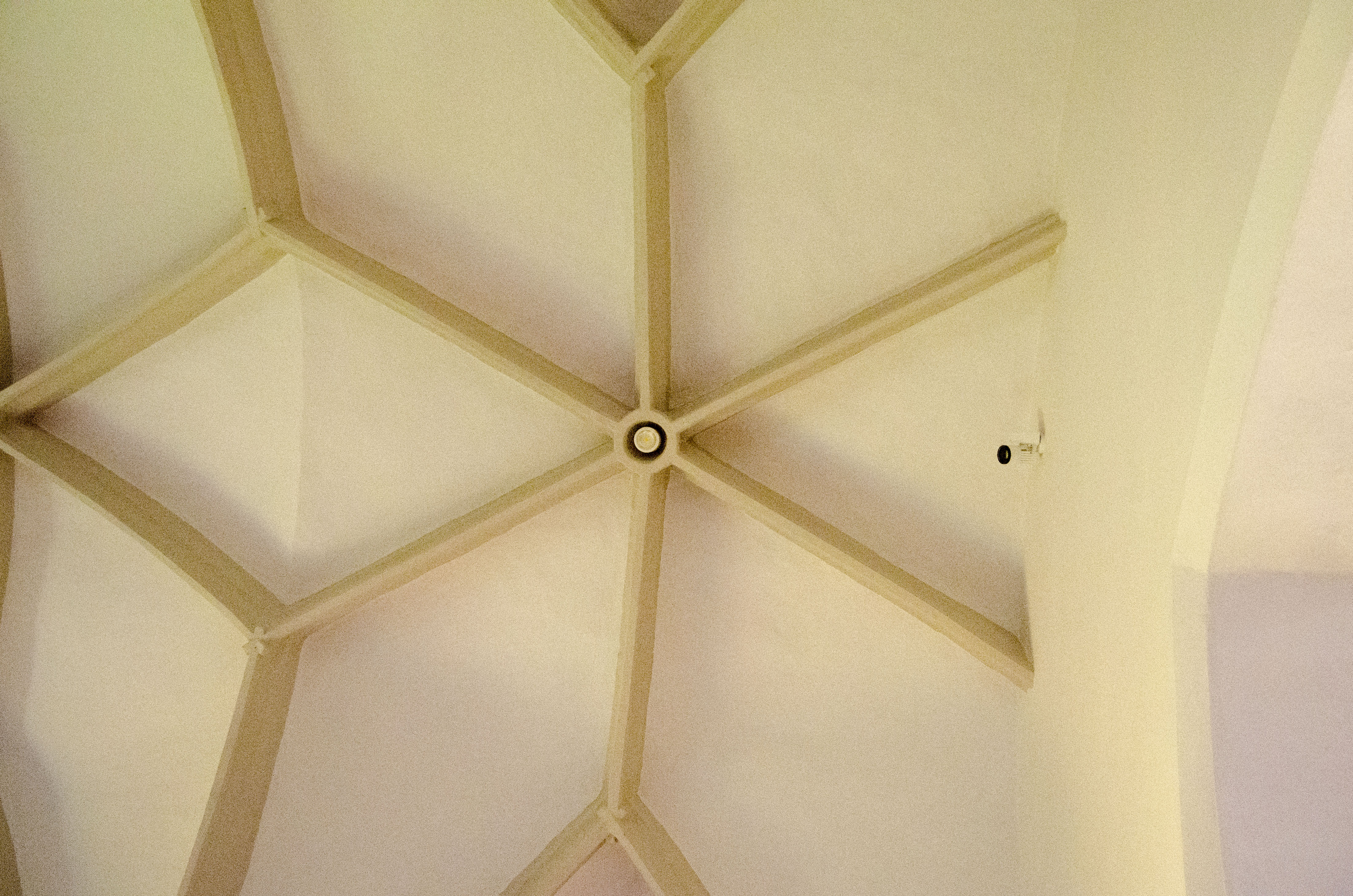
Interiér – hvězdicová klenba ve vedlejší kapli
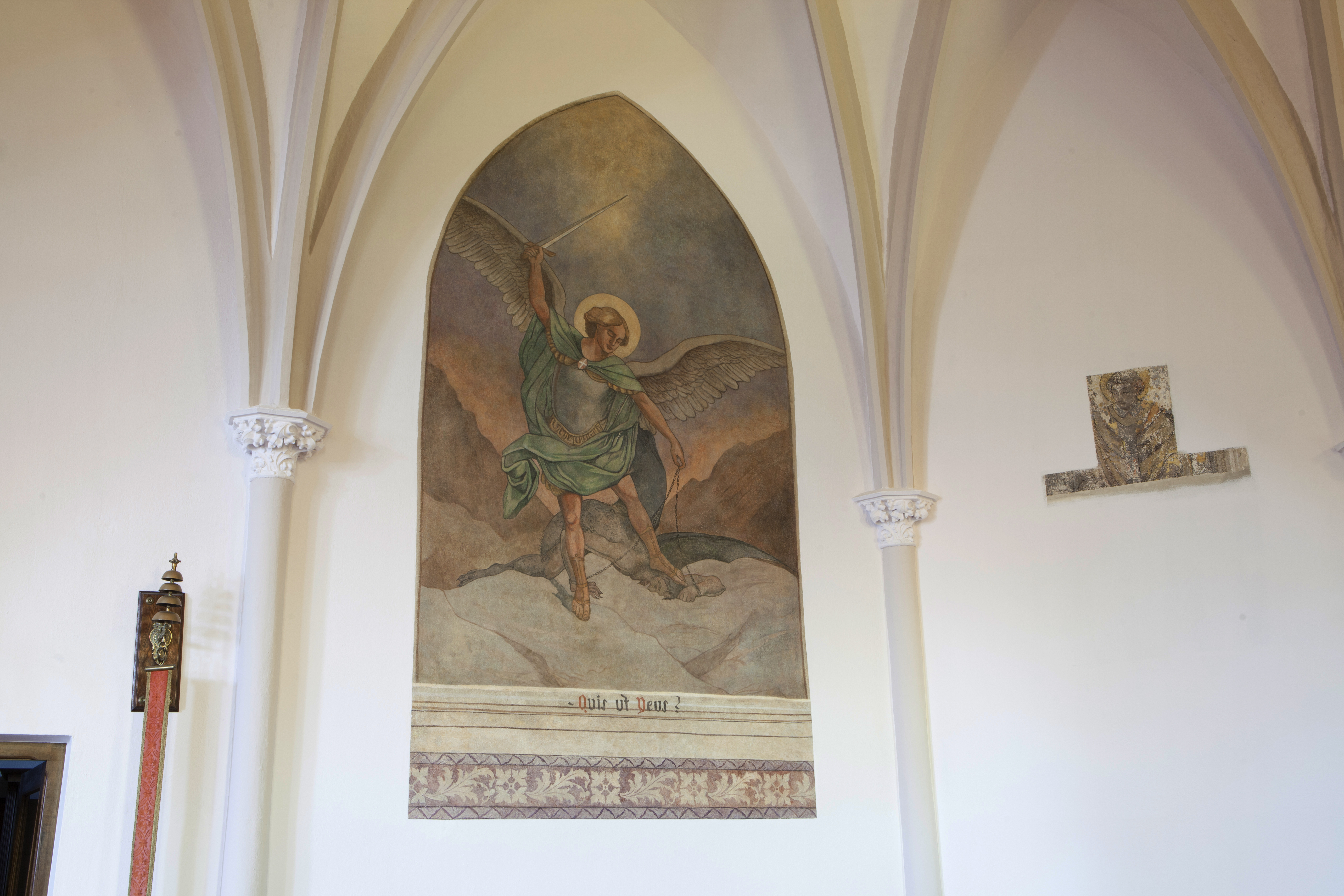
Interiér – nástěnná malba archanděla Michaela
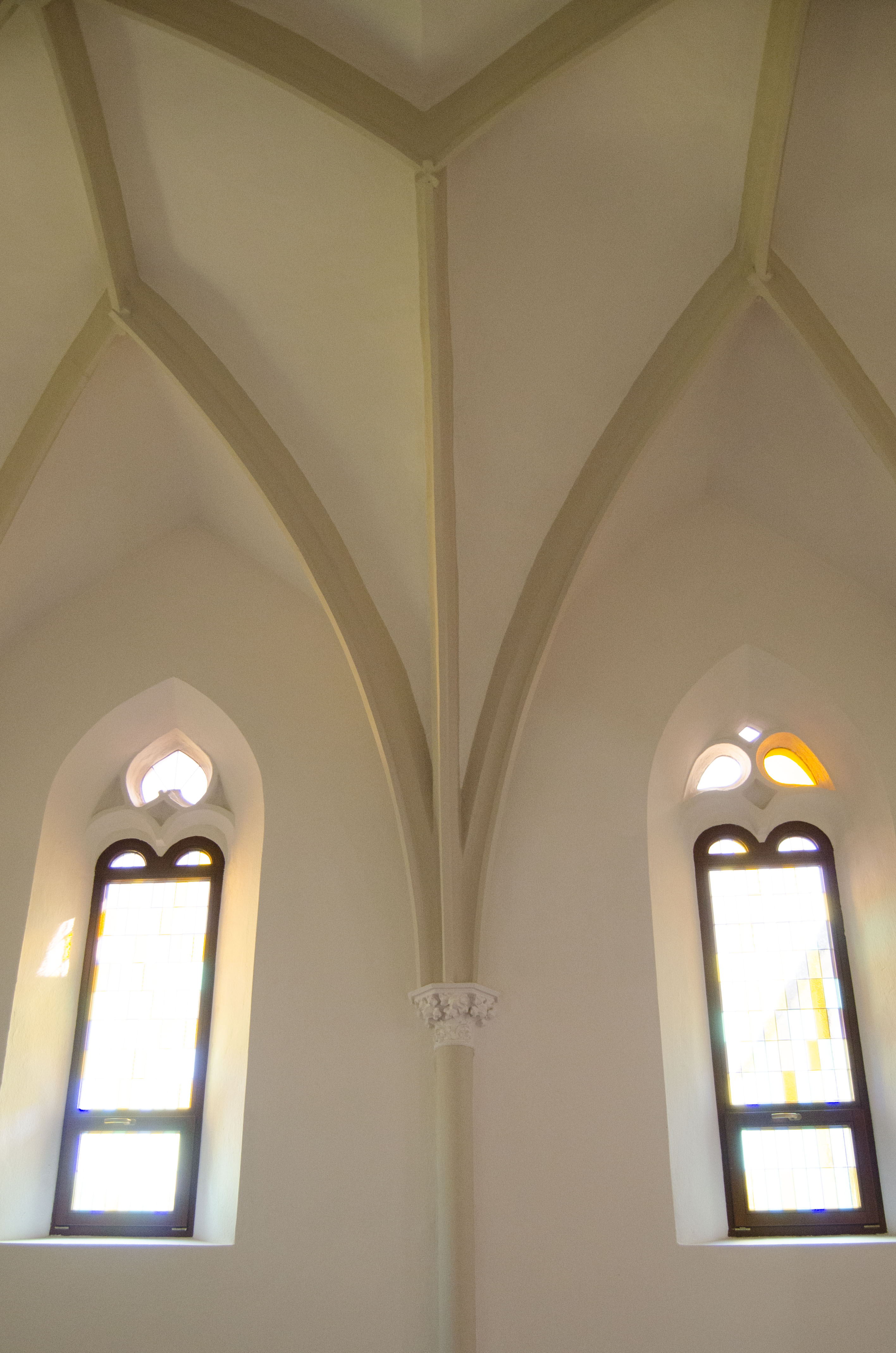
Interiér – okna s kružbou ve vedlejší kapli
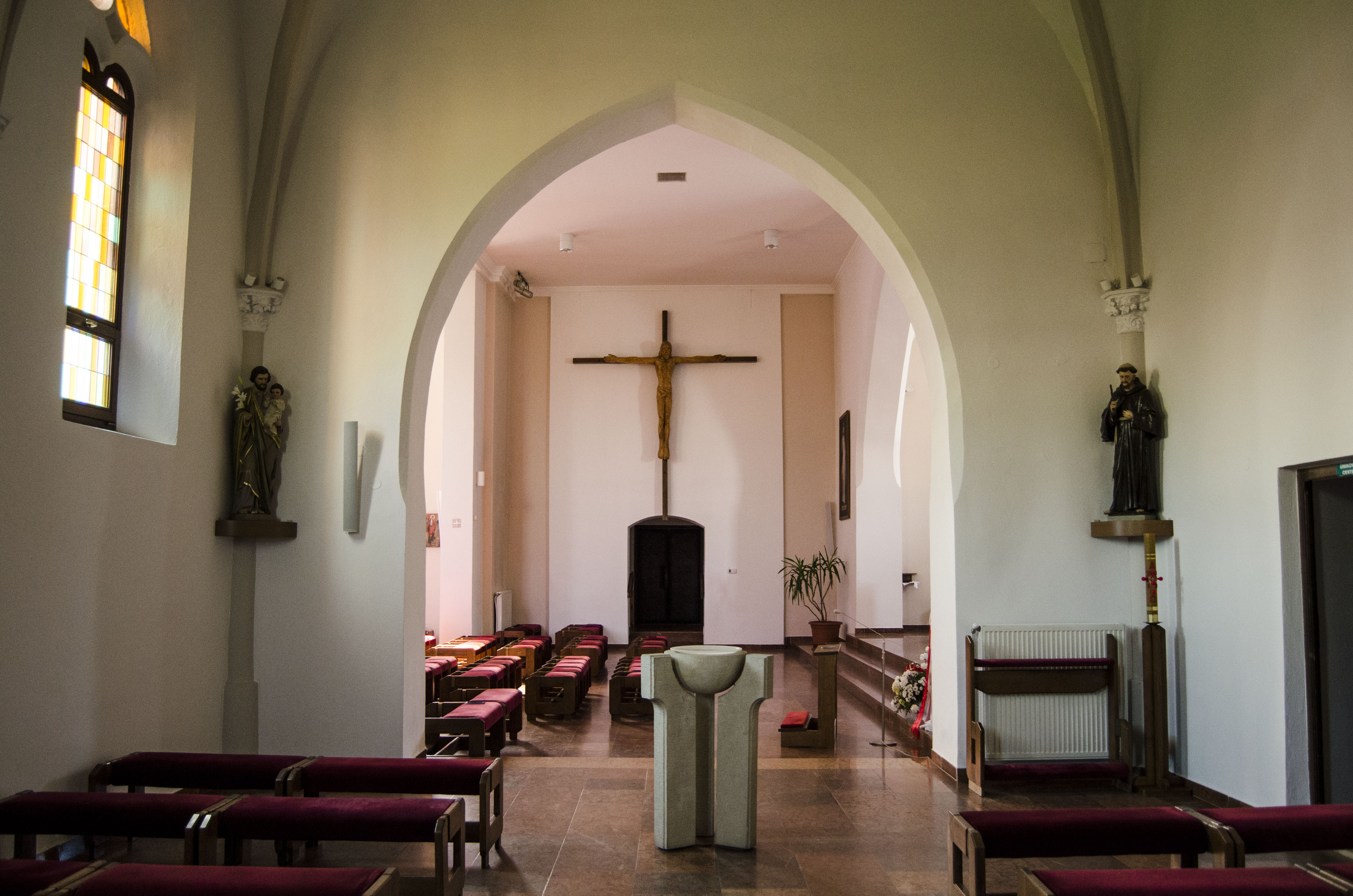
Interiér – pohled z vedlejší kaple do příčné lodi
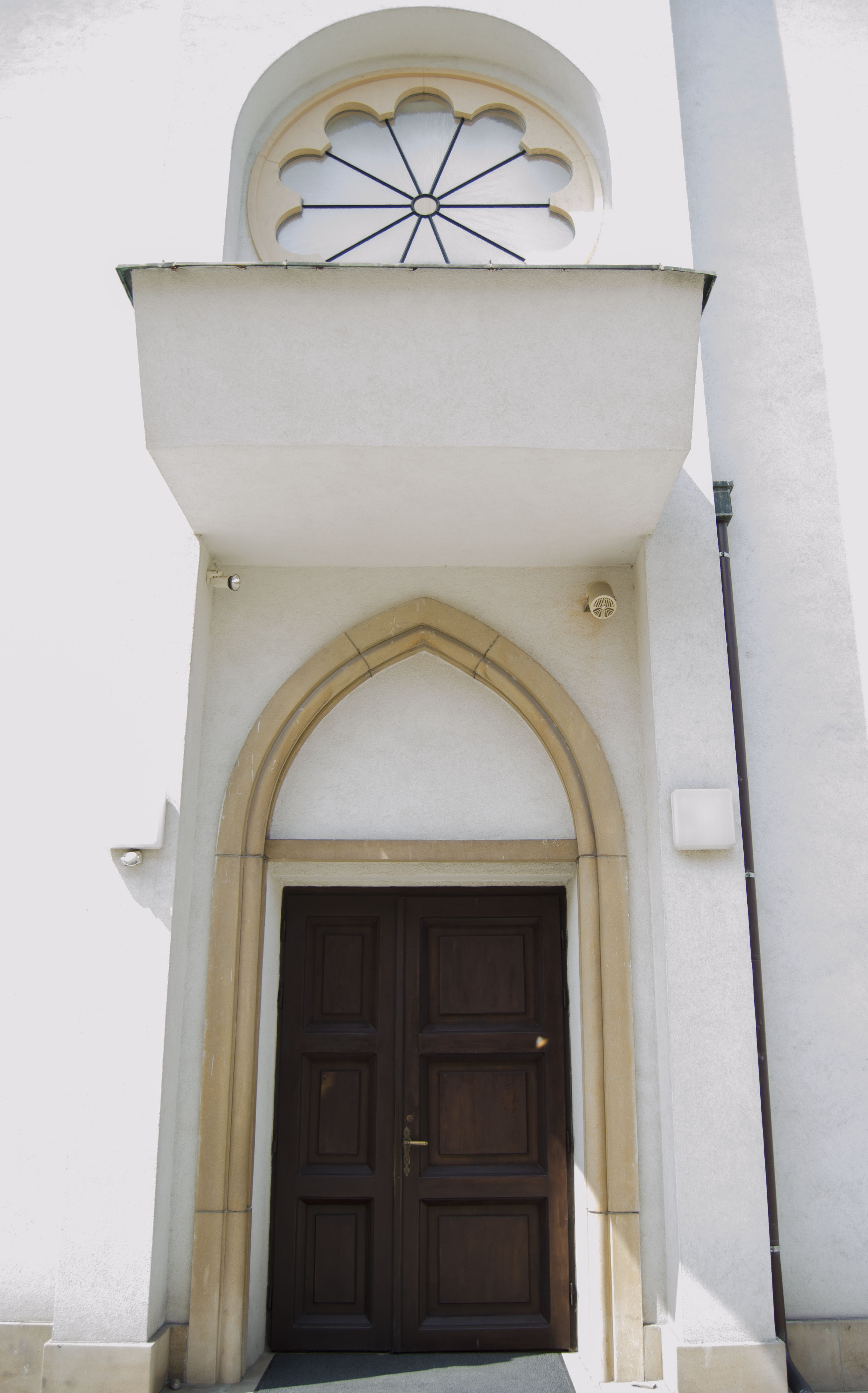
Exteriér – vstup s rozetovým oknem
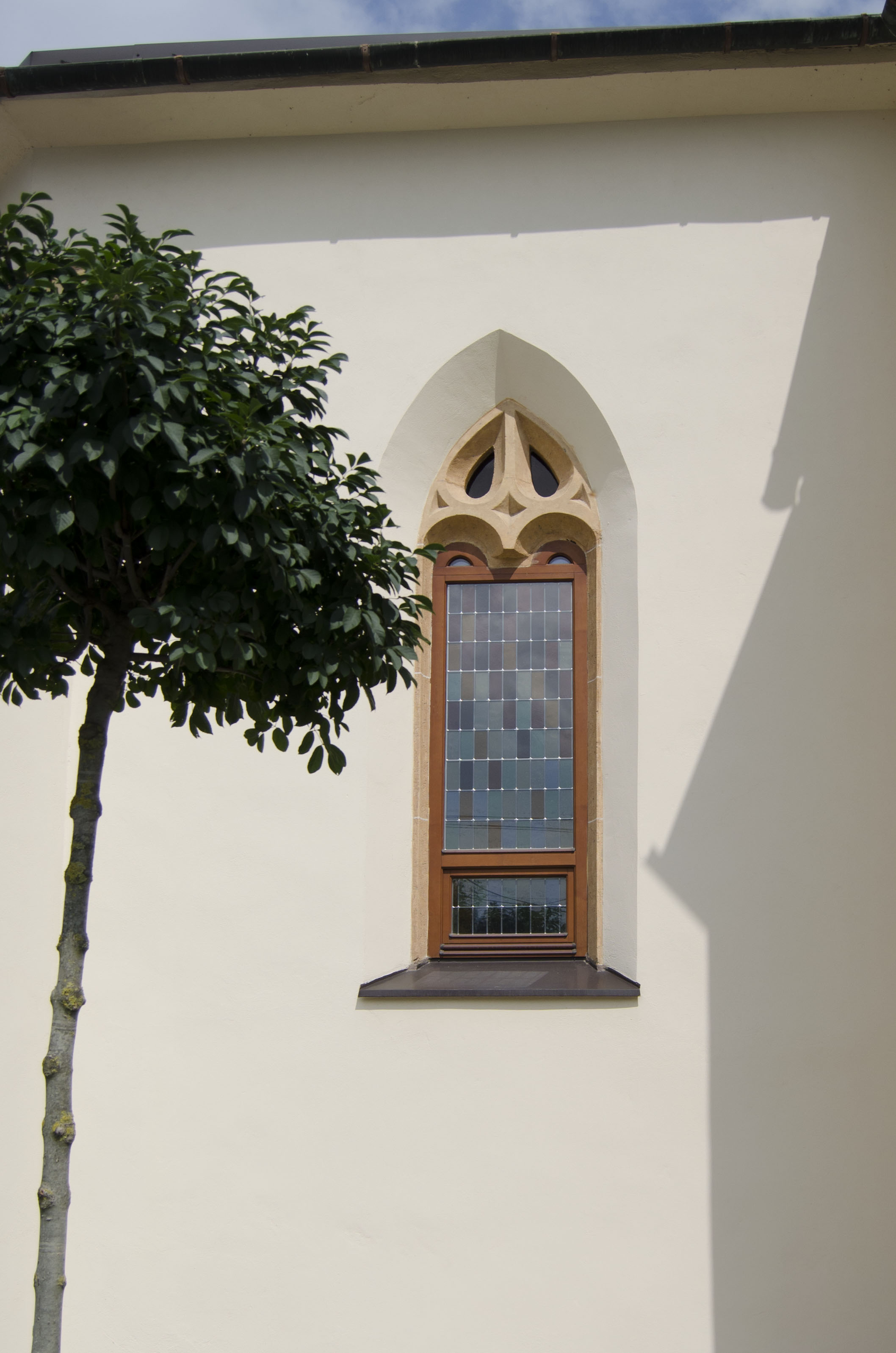
Okno nového presbytáře zakončené lomeným obloukem, s plaménkovou kružbou
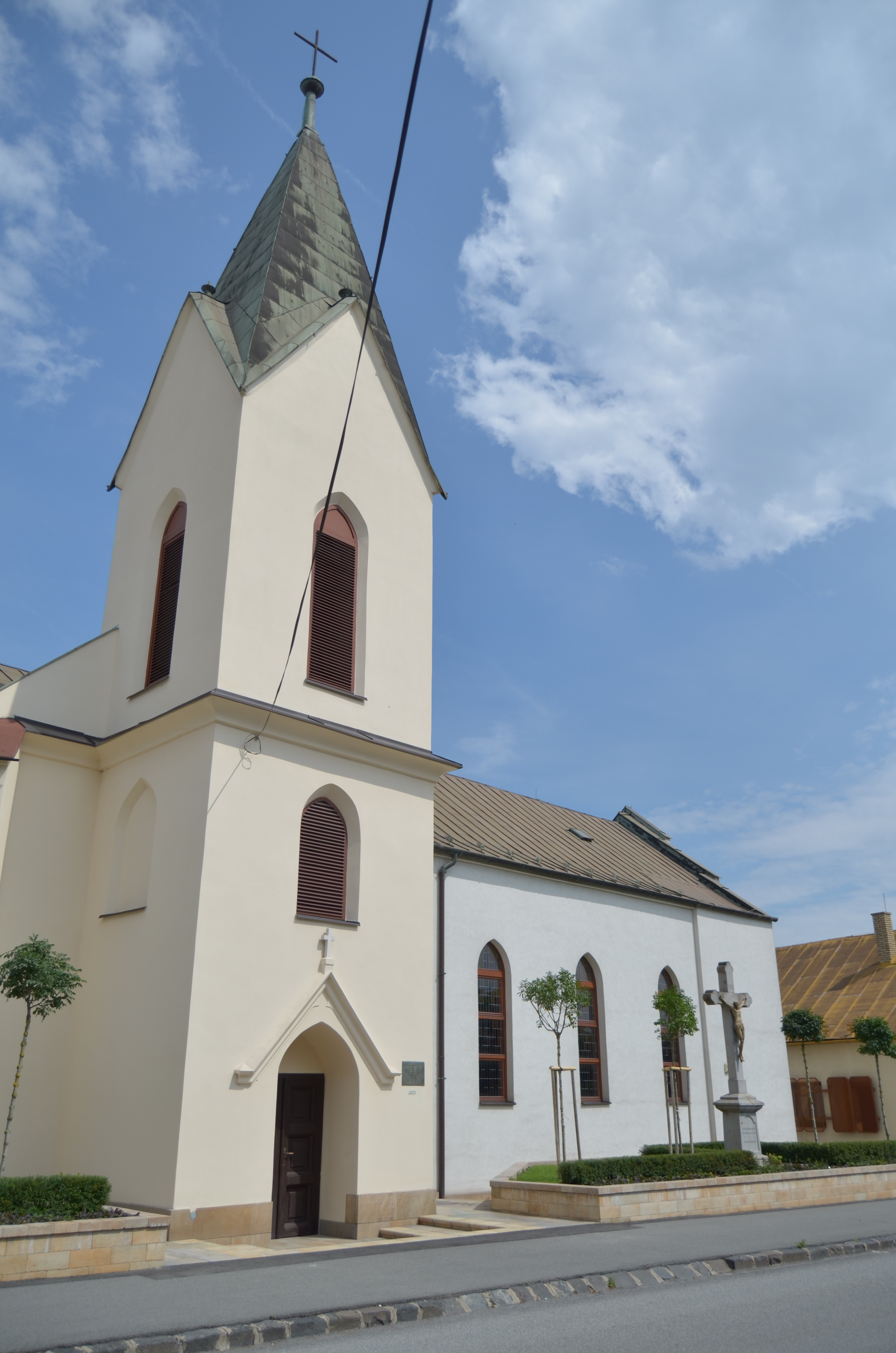
Exteriér – západní průčelí
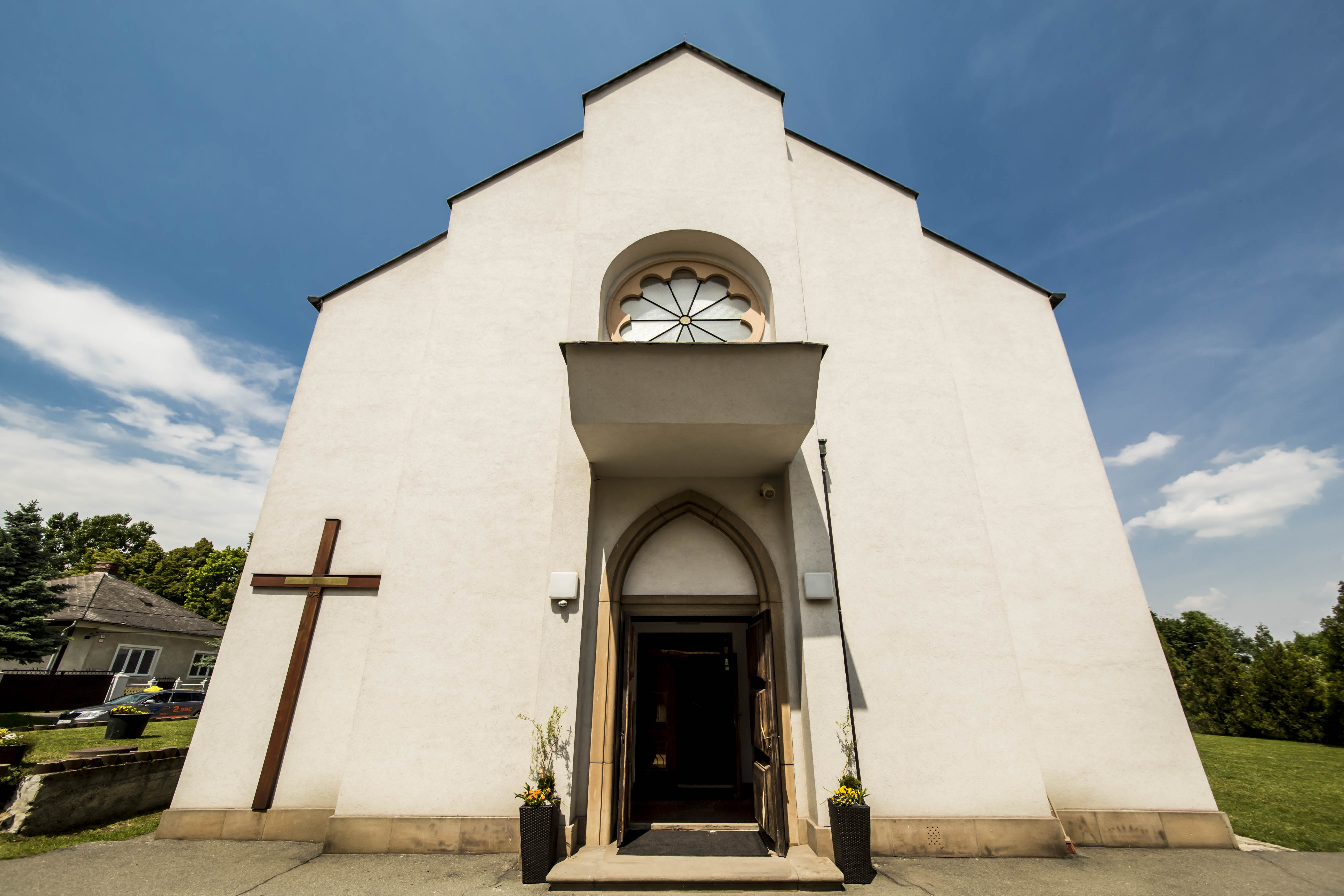
Exteriér – pohled na vstupní portál s rozetovým oknem
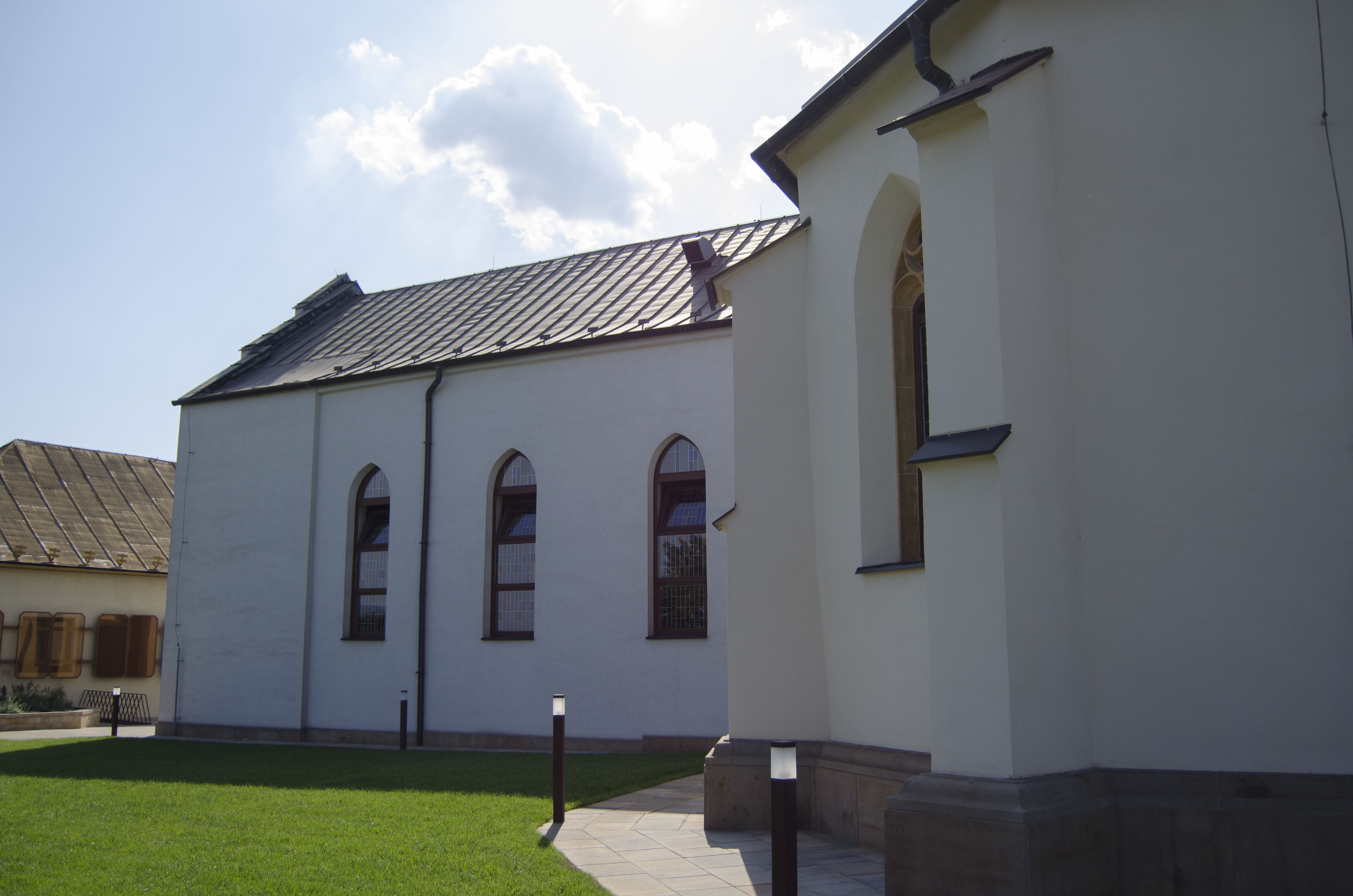
Exteriér – pohled na východní průčelí směrem k faře
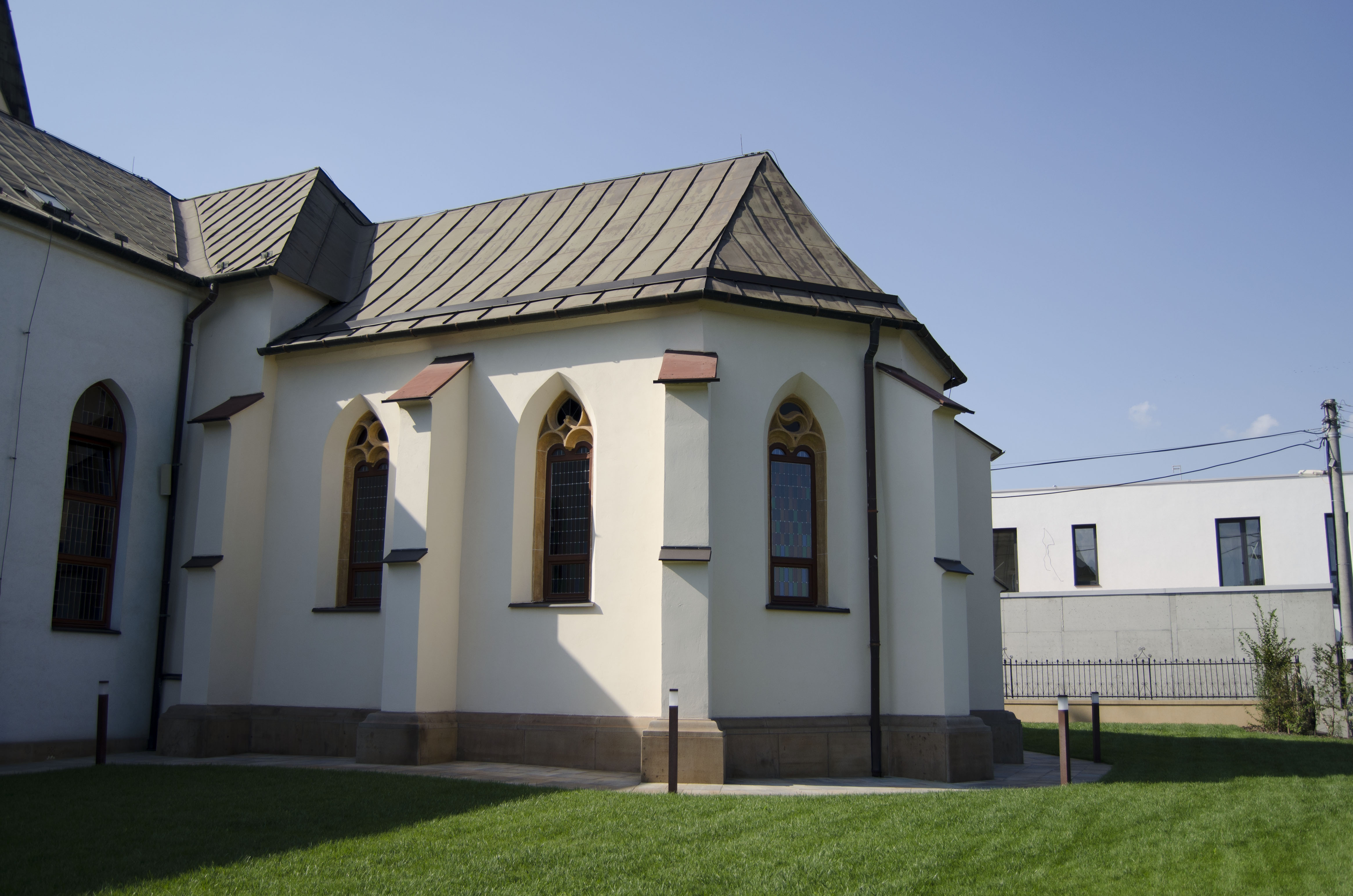
Exteriér – pohled na vedlejší kapli
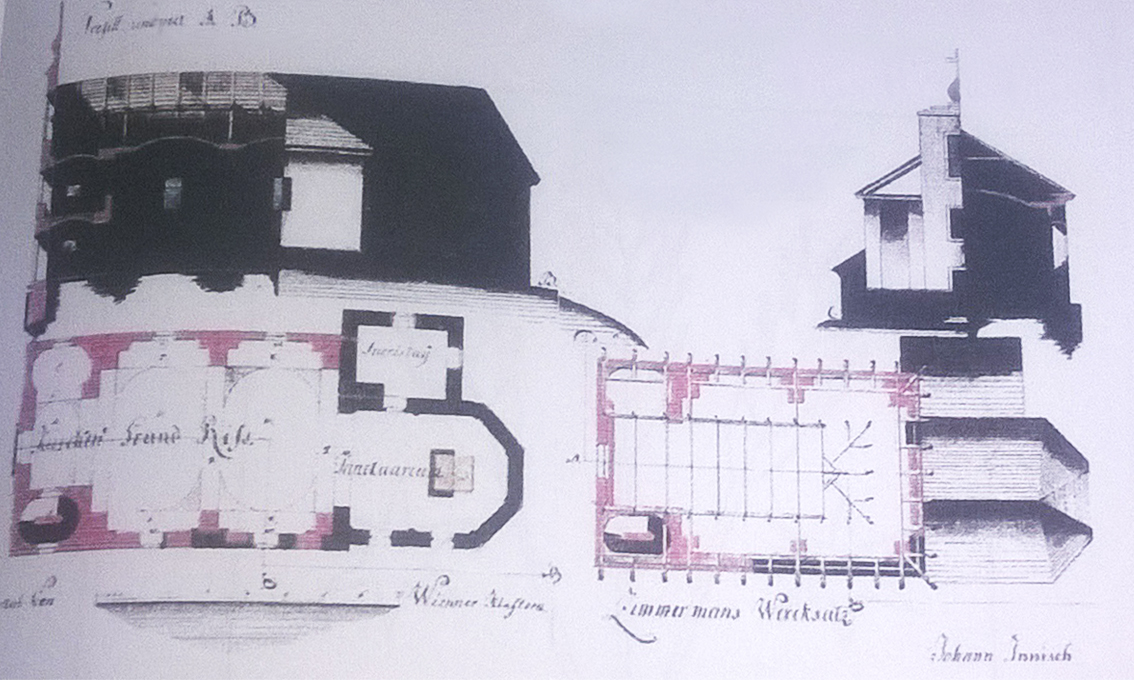
Plán kostela z roku 1817 od arch. Jána Ippische